# Armada Hibiscus
Armada Hibiscus – багатоцільове судно для забезпечення офшорних робіт, здатне виконувати функцію робочої баржі та житлового судна. Певний час належало румунській компанії Grup Servicii Petroliere.

## Загальні відомості
Судно спорудили в 2009 році на верфі Oriental Precision Engineering у Південній Кореї.
Для проведення робіт Armada Hibiscus обладнане краном вантажопідйомністю 500 тон та має відкриту палубу площею 1338 м2. Воно здатне забезпечувати водолазні роботи за участі 12 осіб на глибинах до 300 метрів. На борту судна забезпечується проживання до 300 осіб.
Armada Hibiscus несамохідне, тому пересування до місця виконання робіт повинне здійснюватись шляхом буксирування. Доставка персоналу та вантажів забезпечується наявним на судні майданчиком для гелікоптерів.

## Служба судна
Першим власником судна стала румунська компанія Grup Servicii Petroliere, яка дала йому назву GSP Bigfoot 3. В 2010 році судно задіяли для робіт на газовому родовищі Акчакоча у турецькому секторі Чорного моря. Спершу влітку Bigfoot 3 розмістило на дні шаблон для паль, на який потім опустили джекет (опорну основу) платформи родовища. А наприкінці року судно задіяли для забезпечення роботи мобільної бурової установки GSP-31, яку встановили на платформі родовища за допомогою плавучого крану GSP Neptun.
Восени 2012-го судно продали компанії Bumi Armada, яка перейменувала його на Armada Hibiscus. Після цього воно вирушило до атлантичного узбережжя Африки, де мало працювати в економічній зоні Республіки Конго за дворічним контрактом (із можливістю продовження) з італійським нафтогазовим гігантом Eni. Станом на грудень 2021-го Armada Hibiscus все ще перебувало біля узбережжя цієї країни. Серед завдань, виконаних у Республіці Конго, можливо назвати роботу на нафтових родовищах Нене та Затчі.